# 30234 Dudziński
30234 Dudziński è un asteroide della fascia principale. Scoperto nel 2000, presenta un'orbita caratterizzata da un semiasse maggiore pari a 1,9099530 au e da un'eccentricità di 0,0794020, inclinata di 21,56849° rispetto all'eclittica.